# Николаевка (Прилукский район)
Николаевка (укр. Миколаївка) — село в Прилукском районе Черниговской области Украины. Население — 111 человек. Занимает площадь 1,834 км².
Код КОАТУУ: 7424187002. Почтовый индекс: 17560. Телефонный код: +380 4637.

## География
Расстояние до районного центра:Прилуки : (33 км.), до областного центра:Чернигов ( 106 км. ), до столицы:Киев ( 102 км. ), до аэропортов:Борисполь (79 км.). Ближайшие населенные пункты: Погребы 2 км, Знаменка 5 км, Середовка, Поддубовка и Бажановка 6 км.

## Власть
Орган местного самоуправления — Погребовский сельский совет. Почтовый адрес: 17560, Черниговская обл., Прилукский р-н, с. Погребы, ул. Нежинская, 127.